# Shelby (Michigan)
Shelby é uma cidade  localizada no estado americano de Michigan, no Condado de Macomb.

## Demografia
Segundo o censo americano de 2000, a sua população era de 65.159 habitantes.

## Geografia
De acordo com o United States Census Bureau tem uma área de
91,2 km², dos quais 89,8 km² cobertos por terra e 1,4 km² cobertos por água.

## Localidades na vizinhança
O diagrama seguinte representa as localidades num raio de 16 km ao redor de Shelby.